# Herb gminy Domaniewice
Herb gminy Domaniewice – jeden z symboli gminy Domaniewice, ustanowiony 30 czerwca 2005.

## Wygląd i symbolika
Herb przedstawia na tarczy w polu herbowym błękitnym lilię srebrną z pierścieniem złotym, nad trzema sześcioramiennymi gwiazdami w pas złotymi.

## Symbolika
Lilia nawiązuje do miejscowego sanktuarium maryjnego. Gwiazdy nawiązują do herbu rodziny Celestów, kupców z Krakowa, fundatorów kaplicy, dzierżawiących wieś Czatolin. Celestowie byli rodziną nobilitowaną we Włoszech przez papieża Piusa III, skąd przez Rzeszę Niemiecką przywędrowali w XVI wieku do Polski, gdzie zajęli się handlem w Krakowie. Herb tej rodziny przedstawiał w polu błękitnym pas srebrny, obarczony trzema gwiazdami błękitnymi w pas.

## Historia
Herb przyjęty Uchwałą Nr XXV/121/05 Rady Gminy Domaniewice z dnia 30 czerwca 2005 r. w sprawie uchwalenia herbu i pochodnych gminy Domaniewice, po uzyskaniu pozytywnej opinii Komisji Heraldycznej. Wcześniej gmina używała innego herbu, który przedstawiał w polu zielonym konia galopującego srebrnego, nad nim trzy lilie złote w pas, pod nim snop zboża złoty.